# Дивизијске пољске болнице Српске војске у 1914/15.
Дивизијске пољске болнице Српске војске у 1914/15. години, биле су маневарске санитетске станица, којих је у свакој пешадијској дивизији било четири. Оне су имале значајну улогу у збрињавању рањеника на тежишним правцима дејства Српске војске у биткама које су вођене на простору Краљевине Србије у 1914 и 1915. години.

## Устројство војног санитета у дивизијама
Укупно је било 1914. године, у тренутку настанка ратног стања у оперативној војсци:
- 11 дивизијских болничарских чета са завојиштима,
- 39 пољских болница
- 11 дивизијских санитетских колона.

Сваки пук у оквиру дивизије имао је своје санитетско одељење са превијалиштем. 
Позадинске санитетске установе чиниле су болнице: сталне, резервне и привремене, санитетски и апотекарски депои и депои Српског Црвеног Крста као цивилне институције. До Балканских ратова постојало је 5 сталних војних болница које су се налазиле у седиштима дивизијских војних области:
- Ниш–Моравска,
- Ваљево–Дринска,
- Београд– Дунавска,
- Крагујевац–Шумадијска и
- Зајечар–Тимочка.

У новим дивизијским војним областима: Вардарској (Скопље), Косовској (Косовска Митровица), Ибарској (Нови Пазар), Брегалничкој (Штип) и Битољској(Битољ), основане су сталне војне болнице међу којима су највеће биле у Скопљу, Битољу, Митровици и Приштини.

## Организациона структура и стање попуњености
Организациона структура
Од санитетских јединица и установа, свака дивизија (изузев коњичке која је имала нешто другачији састав) у овим борбама имала је чету болничара (са седам водова), санитетску колону и четири пољске болнице. Чета болничара у свом саставу по формацији требало је да има:
- 340 старешина и војника
- 3 лекара, 1 апотекара, 3 лекарска помоћника
- 333 болничара и осталог помоћног особља
- 30 коња и друге стоке.

Уз одељак чете болничара била је и по једна пољска болница. Она је у свом саставу имала два лекара и по једног апотекара и једног лекарског помоћника, а од опреме санитетски шатор и по формацији припадајућа остала санитетска и друга средства.
Српске пољске болнице (по четири на сваку дивизију) имале су санитетског материјала за 100 рањеника (оболела) и под шатором (када
се нису развијале у зиданим објектима) простор за 14 – 16 кревета. Опрема и средства намењена првој помоћи, опште медицинском и хируршком раду на бојишту, по оцени српских и страних хирурга и ондашњој војномедицинској доктрини била су задовољавајућа.
Стање попуњености
Највећи организациони проблем био је недостатак лекара у пуковима али и хирурга, који је бо још израженији, због промена у војној тактици и наоружању, које су као резултат имале огроман број рањеника у врло кратком времену и то са тешким експлозивним повредама. А стање попуњености изгледало је овако:
| „ | Како Србија, после балканских ратова, није имала довољно времена за припреме, у пуковима се није могла увек да се реализује планирана формација од по два лекара, тако да су неки пукови из III позива полазили на положај са само једним медицицнарем који ће обављати дужност пуковског лекара. Слична ситуација слабе попуне изнете формације односи се и на неке пешадијске дивизије, које су уместо 10–15 припадајућих лекара, имале знатно мање, чак не више од 3–5 лекара | ” |

## Руководеће санитетске старешине у дивизијама 1. и 2. позива и Одбрани Београда
Моравска дивизија
- 1. позива — пуковник др Михаило Петровић
- 2. позива — потпуковник др Драгутин Петковић

Дринска дивизија
- 1. позива — пуковник др Владимир Поповић
- 2. позива — потпуковник др Јордан Стајић

Дунавска дивизија
- 1. позива — пуковник др Михаило Митровић
- 2. позива — потпуковник др Васа Михаиловић-Пољански

Шумадијска дивизија
- 1. позива — пуковник др Милан Пецић
- 2. позива — потпуковник др Негосав Ве-

лизарић
Тимочка дивизија
- 1. позива — пуковник др Светислав Милисављевић
- 2. позива — потпуковник др Сава Поповић

Комбинована дивизија
- 1. позива: потпуковник др Чедомир Михаиловић

Коњичка дивизија
- Комбинована — потпуковник др Живко Михаиловић

Нешто касније је образована и Одбрана Београда од више разних јединица батаљонске јачине, кадровских, 1, 2 и 3 позива и добровољачких, са основом јединица из Дунавске дивизијске области. Њихова медицинска база била је београдска војна болница, убрзо са америчким особљем на челу са др Едвардом Рајаном, који је касније добио чин резервног санитетског пуковника српске војске.

## Организација и проблеми у раду
У почетку Великог рата, дивизијске пољске болнице, постављене су у позадини борбеног распореда и дуж пута, у циљу прикупљања свих рањеника и болесника. Након указане медицинске помоћи оне су их враћале у јединицу или евакуисале у Ваљевску, или у неку другу болницу директно санитетским возом који је био лоциран у Ваљеву. 
Како после Балаканских ратова Српска војска и њен санитет није имао времена и материјалних сретстава да занови сву утрошену, оштећену и уништену опрему у раду дивизијских болница осећао се велики недостатак:
Пољске болнице и пукови су квантитативно гледано добили све што им је по формацији следовало од санитетске опрема али квалитативно опрема је била у лошем стању.
| „ | Пољска апотека и сандуци са завојним материјалом били су скоро празни, изузев првог завоја кога је било у довољним количинама. Иструменти су били зарђали, пакети са ватом и газом делимично иструлели. Од лекова је било само нешто кинина. Носила уопште није било. | ” |

Није било ни довољно носила за евакуацију рањеника и болесника, до и од пољских болница, а осећао се и недостатак болничких шатора те су пољске болнице биле смештене у сеоским кућама или кафанама. Рањеници и болесници лежали су на поду, најчешће без простирке, сламе и ћебади.